# Herm (Landes)
Pour les articles homonymes, voir Herm.
Herm est une commune du Sud-Ouest de la France, située dans le département des Landes (région Nouvelle-Aquitaine).
Ses habitants sont appelés les Hermois et Hermoises.

## Géographie

### Localisation
Herm est situé dans le Marensin. Dax est distante de 14 kilomètres.

### Communes limitrophes
Les communes limitrophes sont  Castets, Gourbera, Magescq, Saint-Paul-lès-Dax et Taller.
|         | Castets            | Taller (par un quadripoint) |
| Magescq | Herm               | Gourbera                    |
|         | Saint-Paul-lès-Dax |                             |

### Géologie et relief
La surface agricole ne représente que 402,8 hectares en 1981, mais cela n'a presque pas évolué. La superficie plantée de pins est quant à elle majeure.
La localité, au sol de sable siliceux jaune-grisâtre, mélangé de partie charbonneuse est traversée sur sa limite ouest par le Saunus, petit mais abondant ruisseau né dans les parages du Sourdat (quartier du Village) et qui va rejoindre à l'entrée du bourg un second cours d'eau plus important, dit « Du Tuc », sorti lui, des sources du Campet (autre quartier de la localité), actionnant sur son passage la minoterie de Magescq. Ce ruisseau s'appelle alors « le Magescq » selon les cartes d’état-major. Il sert de déversoir à la lagune de Taller (village voisin) et à la lande appelée « Plat de Taller-Laluque », aux confins de ces deux communes et de Herm. L'hiver, ce ruisseau est très abondant et peut alors inonder le quartier de « Mousseblanque ». Une autre rivière coulant du nord au sud venue des sources de « Tachette » était utilisée par la ville de Dax pour l'eau potable de ses habitants. Un communiqué du directeur du captage et de l'utilisation des eaux fournit les détails de l'utilisation de l'eau provenant de cette source potable. Il est vrai que les Hermois retiraient alors une certaine fierté de savoir que leur village permettait aux Dacquois, fils de l'antique oppidum des Césars romains, d'étancher leur soif.
Pourtant les habitants de Herm doivent payer à la ville de Dax leur alimentation en eau potable que des aménagements pris dans la fin des années 1970 lui permettent d'obtenir. En effet un forage, réalisé en 1974, poursuivi jusqu'à 400 mètres de profondeur, s'est révélé « sec », puisque la source ne débitait pas plus d'un mètre cube d'eau par heure. Les Hermois ont donc été contraints de rejoindre un réseau de distribution des eaux, chose inédite puisque l'alimentation en eau potable se faisait jusqu'alors par des sources et des forages individuels de faible profondeur.

### Hydrographie
Le ruisseau de Cabanes, affluent droit de l'Adour, traverse les terres de la commune. Le ruisseau de Poustagnac, tributaire droit de l'Adour également, prend source sur le territoire d'Herm.

### Climat
Pour des articles plus généraux, voir Climat de la Nouvelle-Aquitaine et Climat des Landes.
Historiquement, la commune est exposée à un climat océanique aquitain.  
En 2020, Météo-France publie une typologie des climats de la France métropolitaine dans laquelle la commune est exposée à un climat océanique et est dans la région climatique  Littoral charentais et aquitain, caractérisée par une pluviométrie élevée en automne et en hiver, un bon ensoleillement, des hiver doux (6,5 °C), soumis à la brise de mer.
Pour la période 1971-2000, la température annuelle moyenne est de 13,3 °C, avec une amplitude thermique annuelle de 13,6 °C. Le cumul annuel moyen de précipitations est de 1 286 mm, avec 13,2 jours de précipitations en janvier et 7,9 jours en juillet. Pour la période 1991-2020, la température moyenne annuelle observée sur la station météorologique la plus proche, située sur la commune de Dax à 13 km à vol d'oiseau, est de 14,5 °C et le cumul annuel moyen de précipitations est de 1 155,2 mm,. Pour l'avenir, les paramètres climatiques de la commune estimés pour 2050 selon différents scénarios d’émission de gaz à effet de serre sont consultables sur un site dédié publié par Météo-France en novembre 2022.

## Urbanisme

### Typologie
Au 1er janvier 2024, Herm est catégorisée commune rurale à habitat dispersé, selon la nouvelle grille communale de densité à sept niveaux définie par l'Insee en 2022.
Elle est située hors unité urbaine. Par ailleurs la commune fait partie de l'aire d'attraction de Dax, dont elle est une commune de la couronne,. Cette aire, qui regroupe 60 communes, est catégorisée dans les aires de 50 000 à moins de 200 000 habitants,.

### Occupation des sols

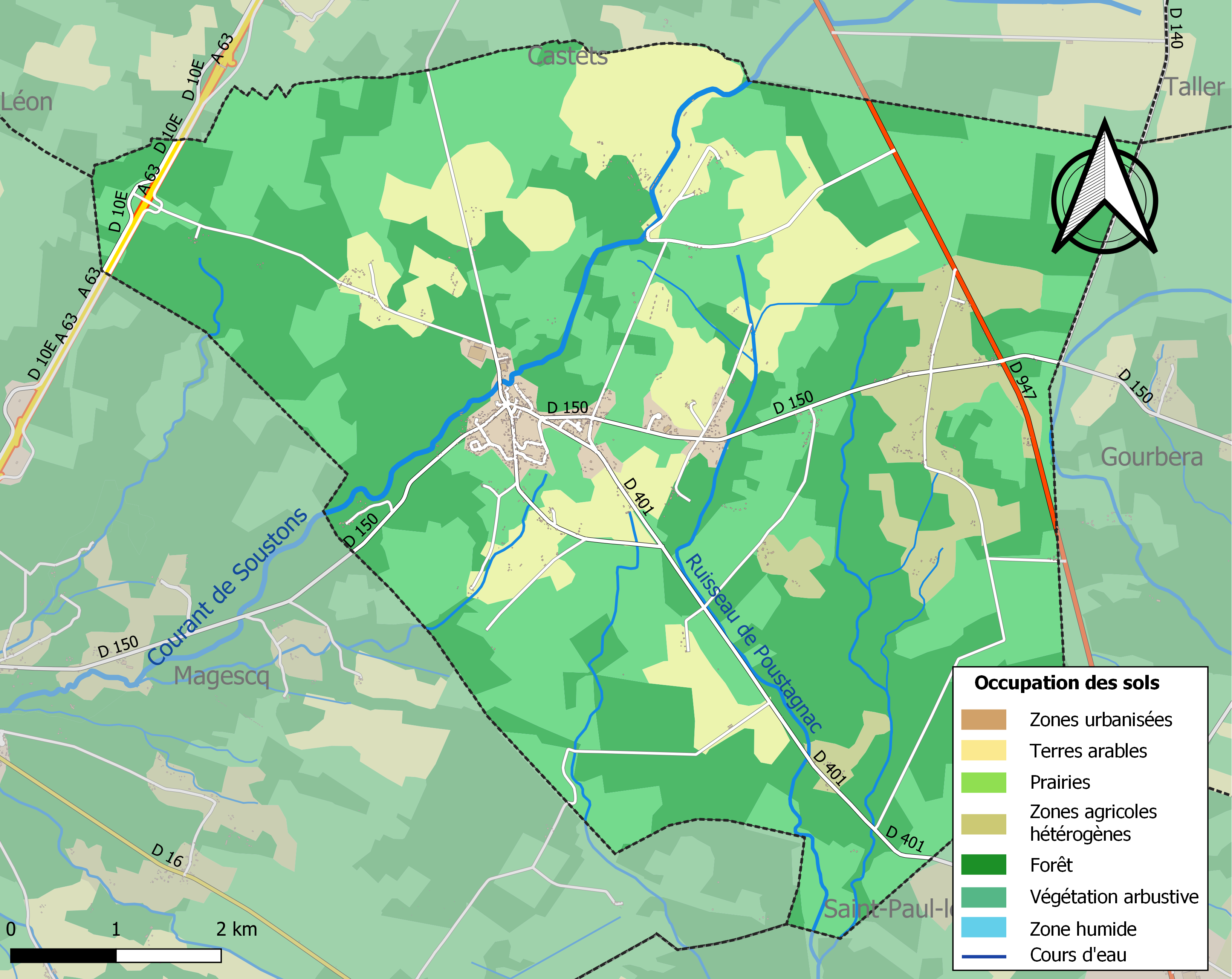
Carte des infrastructures et de l'occupation des sols de la commune en 2018 (CLC).

L'occupation des sols de la commune, telle qu'elle ressort de la base de données européenne d’occupation biophysique des sols Corine Land Cover (CLC), est marquée par l'importance des forêts et milieux semi-naturels (77,8 % en 2018), en diminution par rapport à 1990 (83,5 %). La répartition détaillée en 2018 est la suivante : forêts (40,4 %), milieux à végétation arbustive et/ou herbacée (37,4 %), terres arables (14,2 %), zones agricoles hétérogènes (5,7 %), zones urbanisées (2,2 %). L'évolution de l’occupation des sols de la commune et de ses infrastructures peut être observée sur les différentes représentations cartographiques du territoire : la carte de Cassini (XVIIIe siècle), la carte d'état-major (1820-1866) et les cartes ou photos aériennes de l'IGN pour la période actuelle (1950 à aujourd'hui).

### Voies de communication et transports
L'accès au bourg, que ce soit par Dax ou par la route nationale 10, nécessite la traversée des forêts de pins qui enserrent le village de toutes parts. Herm est traversé par quatre routes reliant le village à Dax, Castets, Magescq et Gourbera.
Une voie ferrée allant de Dax à Azur et mise en exploitation  le 1er janvier 1911, a été supprimée pour les voyageurs en 1950 laissant alors le village sans communication directe avec la ville voisine.
Un bureau de poste faisant suite à celui fondé il y a maintenant plus de 70 ans, est encore tenu par un facteur-receveur.
Herm possède le nécessaire de la vie quotidienne : poste, mairie, écoles, épicerie (un poste d'essence il y a quelques années)  et un stade de rugby.

### Risques majeurs
Le territoire de la commune d'Herm est vulnérable à différents aléas naturels : météorologiques (tempête, orage, neige, grand froid, canicule ou sécheresse), feux de forêts, mouvements de terrains et séisme (sismicité faible). Il est également exposé à un risque technologique,  le transport de matières dangereuses. Un site publié par le BRGM permet d'évaluer simplement et rapidement les risques d'un bien localisé soit par son adresse soit par le numéro de sa parcelle.

#### Risques naturels
Herm est exposée au risque de feu de forêt. Depuis le 20 avril 2016, les départements de la Gironde, des Landes et de Lot-et-Garonne disposent d’un règlement interdépartemental de protection de la forêt contre les incendies. Ce règlement vise à mieux prévenir les incendies de forêt, à faciliter les interventions des services et à limiter les conséquences, que ce soit par le débroussaillement, la limitation de l’apport du feu ou la réglementation des activités en forêt. Il définit en particulier cinq niveaux de vigilance croissants auxquels sont associés différentes mesures,.
Les mouvements de terrains susceptibles de se produire sur la commune sont des tassements différentiels.

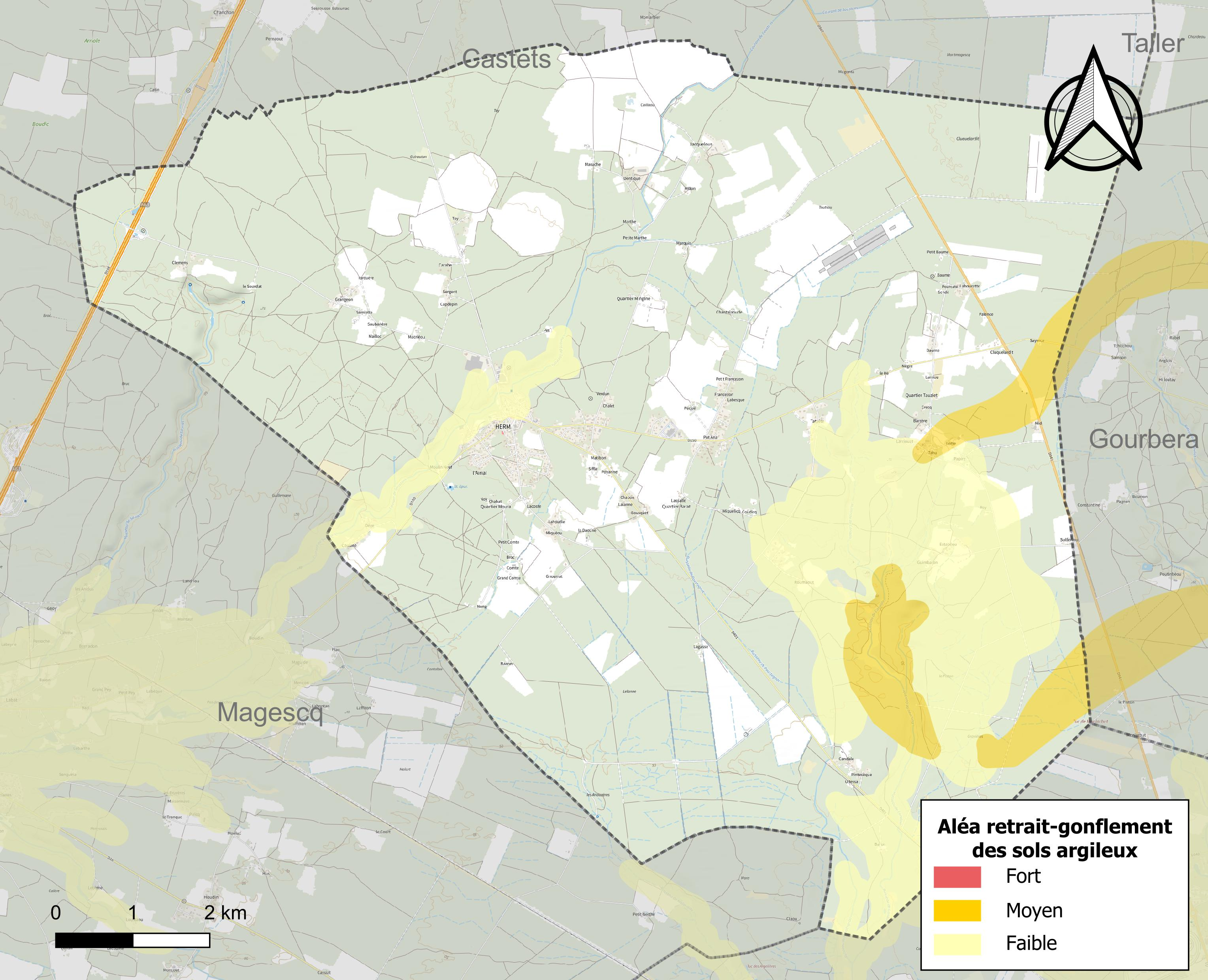
Carte des zones d'aléa retrait-gonflement des sols argileux d'Herm.

Le retrait-gonflement des sols argileux est susceptible d'engendrer des dommages importants aux bâtiments en cas d’alternance de périodes de sécheresse et de pluie. 4 % de la superficie communale est en aléa moyen ou fort (19,2 % au niveau départemental et 48,5 % au niveau national). Sur les 531 bâtiments dénombrés sur la commune en 2019,  5 sont en aléa moyen ou fort, soit 1 %, à comparer aux 17 % au niveau départemental et 54 % au niveau national. Une cartographie de l'exposition du territoire national au retrait gonflement des sols argileux est disponible sur le site du BRGM,.
La commune a été reconnue en état de catastrophe naturelle au titre des dommages causés par les inondations et coulées de boue survenues en 1999 et 2009 et au titre des inondations par remontée de nappe en 2014 et 2020 et par des mouvements de terrain en 1999

#### Risques technologiques
Le risque de transport de matières dangereuses sur la commune est lié à sa traversée par une ou des infrastructures routières ou ferroviaires importantes ou la présence d'une canalisation de transport d'hydrocarbures. Un accident se produisant sur de telles infrastructures est susceptible d’avoir des effets graves sur les biens, les personnes ou l'environnement, selon la nature du matériau transporté. Des dispositions d’urbanisme peuvent être préconisées en conséquence.

## Toponymie
Les avis quant à l'étymologie, sont assez partagés. Certains affirment que le village tire son nom du mot grec érémos signifiant désert ; d'autres prétendent qu'il vient du vieux mot gascon  erm  qui signifie pâturage ou lande nue, terres vaines et vagues. Mais ces deux étymologies se tiennent, comme nous le verrons par la suite.Entre ces deux interprétations, se place l'opinion d'un ancien professeur au lycée de Mont-de-Marsan, qui, dans une étude fouillée, et lue le 16 mars 1939 à la Société de Borda, prétend que le mot Herm viendrait du latin heremus  signifiant halte, lieu de repos. Il conforte cette opinion par le fait que l'une des deux antiques voies romaines qui reliait Dax (Aquae Tarbellicae) à Bordeaux (Burdigala), traversait la localité avant d'aller rejoindre à Castets, l'autre voie aurélienne qui, de Bayonne passait par Saint-Geours-de-Maremne et Magescq. Il faut donc en conclure que les caravanes faisant route (sous-entendu vers Bordeaux), s'arrêtaient dans la cité avant de s'engager dans les « steppes profondes ».
Monsieur Dufourcet, ancien président de la Société de Borda, partageait d'ailleurs cette opinion dans son remarquable ouvrage Les Landes et les Landais, de loin antérieur aux travaux de l'ancien professeur montois. Il nous apprend en effet que la voie aurélienne Dax-Bordeaux, passant par le voisinage des forges d'Abbesse (Saint-Paul-lès-Dax), traversait le désert en suivant les points les plus élevés du plateau, et croisait à Herm (Heremus) une autre voie de second ordre, pour déboucher dans l'un des quartiers de Castets, village voisin. On pourra donc traduire Heremus par « Halte du désert ».

## Histoire
Il est probable que primitivement, Herm se situait au quartier du Tauziet ; plus tard pourtant, les bergers et les charbonniers (surnommés les  charboies par les Hermois) ont déplacé le centre du village vers le nord-ouest, à sa place actuelle, vraisemblablement à cause de la proximité des ruisseaux.
Herm, semble-t-il, possédait deux seigneuries, à l'époque féodale. Ces seigneuries, Fontainières et Brutails, étaient des terres occupées par un seigneur, chargé de veiller sur une contrée et qui avait sur elles un droit de justice.
Herm dépendait de la baronnie de Josse en 1567. Cette baronnie était formée de terres de Josse, d'Yzosse et de Herm en 1475, en faveur de Jean Dax, écuyer seigneur de Brutails. En 1641, la paroisse relevait de la prévôté de Dax. Un habitant du village posséderait encore des liasses de documents anciens où l'on peut voir, par exemple, un mandement de Capitation daté de 1699, des rôles de la paroisse  en 1746 ou bien encore des listes de la taille et impositions de l'élection de Lannes en 1747. Ces dernières datent du temps de l'intendant d'Auch monsieur d'Etigny.
Plus tard encore, vers 1820, la paroisse appartint presque tout entière à la famille Gieure : la classe bourgeoise accédait plus largement à l'acquisition de biens mobiliers et immobiliers...
Herm a d'ailleurs eu une vie paroissiale très intense. Il semble que presque tout passait par la paroisse comme en témoigne la gazette locale : Le Clocher D'Herm dont le plus ancien numéro  retrouvé date de 1913. Dans ce petit bulletin mensuel figurent de nombreux conseils, dont souvent, une mise en garde contre la laïcité.
Le 13 et 14 juin 1949, un gigantesque incendie provoqué par une camionnette au gazogène circulant sur la route Dax-Castets, et favorisé par un vent violent ravage plus de 800 hectares de pins, épargnant de justesse une distillerie et ses 30 000 litres d'essence.
Les traditions religieuses persistaient encore il y a tout juste une vingtaine d'années : ainsi, lors de la procession de la Fête-Dieu, dans le bourg, des petites filles inondaient sur leur passage les rues de pétales de roses et monsieur le curé était accompagné à travers le village sous son dais, par quatre chantres.
Enfin, la fête annuelle locale avait  lieu le jour de la Sainte-Madeleine. Monsieur le curé était accompagné, du presbytère à l'église, par la fanfare locale qui était venue le chercher pour aller dire la messe. Celle-ci était chantée et suivie d'un concert donné par l'harmonie composée d'une trentaine d'exécutants. Le lendemain, on donnait une autre messe vers huit heures suivie d'un petit-déjeuner où le curé était invité.

## Héraldique
| Blason | Blasonnement : D'argent à une branche de pin posée en barre et fruitée de 2 pommes, le tout au trait de sable ; au chef d'azur chargé de 4 marguerites d'argent boutonnées d'or et soutenu d'une trangle cousue de gueules |

## Politique et administration
| Période                                  | Période      | Identité          | Étiquette | Qualité                 |
| ---------------------------------------- | ------------ | ----------------- | --------- | ----------------------- |
| mars 1977                                | 2001         | Michel Lacoste    |           |                         |
| mars 2001                                | 2014         | Robert Pouysegu   |           | Enseignant retraité     |
| mars 2014                                | février 2022 | Philippe Cagnimel | DVD       | Fonctionnaire de police |
| février 2022                             | En cours     | Pascal Lavigne    |           | 1er adjoint (2020-2022) |
| Les données manquantes sont à compléter. |              |                   |           |                         |

## Démographie

### Évolution démographique
| 1793 | 1800 | 1806 | 1821 | 1831 | 1836 | 1841 | 1846 | 1851 |
| ---- | ---- | ---- | ---- | ---- | ---- | ---- | ---- | ---- |
| 722  | 741  | 733  | 775  | 755  | 836  | 851  | 887  | 886  |

| 1856 | 1861 | 1866 | 1872 | 1876 | 1881  | 1886  | 1891  | 1896  |
| ---- | ---- | ---- | ---- | ---- | ----- | ----- | ----- | ----- |
| 908  | 966  | 962  | 956  | 957  | 1 007 | 1 048 | 1 040 | 1 030 |

| 1901  | 1906  | 1911  | 1921 | 1926 | 1931 | 1936 | 1946 | 1954 |
| ----- | ----- | ----- | ---- | ---- | ---- | ---- | ---- | ---- |
| 1 025 | 1 018 | 1 039 | 949  | 967  | 960  | 877  | 801  | 776  |

| 1962 | 1968 | 1975 | 1982 | 1990 | 1999 | 2005 | 2006 | 2010  |
| ---- | ---- | ---- | ---- | ---- | ---- | ---- | ---- | ----- |
| 723  | 674  | 595  | 617  | 694  | 783  | 942  | 968  | 1 044 |

| 2015  | 2020  | 2022  | - | - | - | - | - | - |
| ----- | ----- | ----- | - | - | - | - | - | - |
| 1 132 | 1 158 | 1 189 | - | - | - | - | - | - |

### Analyse

#### La dépopulation
À Herm, la dépopulation a exercé ses ravages. L'exode rural et en particulier la crise des résiniers a profondément marqué la commune dont la population totale a décru fortement de 1936 à 1980.
En 1799, le chiffre de la population était sensiblement le même que neuf ans auparavant : 714 habitants.  On est à même de se demander comment il pouvait être aussi élevé, quand on songe que le pays était si pauvre alors, sans commerce ou véritable industrie, et que les gens, les déshérités de leur fortune surtout, avaient à faire face à des conditions de vie à peine concevables.
Thore, le savant médecin et naturaliste dacquois (1762-1815), nous dépeint les colons de ce temps logeant dans une pièce commune, avec un foyer commun, rendant alors cet unique lieu de rassemblement familial insoutenable. Sous un toit bas et écrasé, d'étroites chambrettes étaient ménagées, humides pour la plupart, faites en torchis, où un jour douteux filtrait à peine à travers les étroites lucarnes disjointes, par lesquelles le froid et le chaud se faisaient sentir avec égale intensité. Partout, sauf dans la classe aisée, la nourriture était mauvaise, et les maladies s'abattaient comme ailleurs sur une population sans défense. On se rend donc bien compte qu'il est étonnant d'avoir une population alors aussi élevée que dans les années 1990.
Depuis, le pays a été assaini, l'aisance et même la richesse ont remplacé la misère. Les goûts et les habitudes se sont profondément modifiés. Les vieilles maisons sont tombées ou ont été restaurées ; certaines ont fait place à des constructions aérées, spacieuses et confortables. Mais ce bien-être, ce changement radical dans le comportement d'autrefois ont-ils pour autant repeuplé le village ? Pour cela, observons les chiffres qui nous en disent long sur ce point.
En 1880, Herm comptait 1007 habitants. Le recensement de 1946 n'en compte pourtant plus que 811. En observant de plus près l'évolution démographique, on ne peut que constater la décroissance.
- de 1962  à 1968 : la variation annuelle est de -1,77 %
- de 1968 à 1975 on observe la même variation annuelle. La population annuelle et agglomérée  reste stationnaire et voisine de 220 habitants.

La population est vieillissante mais elle fait de plus en plus place à une population jeune ; là encore les chiffres sont éloquents. En effet, il y a 512 électeurs soit 512 habitants de 18 ans et plus. On compte également 70 élèves inscrits dans les deux écoles ainsi qu'une vingtaine d'enfants prenant le bus tous les matins pour se rendre au collège ou au lycée. En 2007, les chiffres ne sont pas exacts mais les deux écoles comptent plus de 100 élèves et une quarantaine d'élèves prennent le bus le matin.
Si les gens âgés sont comptés, sont exclus les enfants qui ne sont pas en âge d'être scolarisés ou qui ne le sont pas encore ainsi que les enfants qui sont scolarisés ailleurs du fait du lieu de travail des parents. En observant les registres d'état civil on constate que les décès gagnent toujours du terrain sur les naissances.
Depuis quelques années, le phénomène s'est inversé et le village s'accroît dans des proportions notables. La proximité de Dax, la modicité des prix de l'immobilier et les phénomènes de rurbanisation en sont la cause.

## Lieux et monuments
- Église Sainte-Madeleine d'Herm : église romane rebâtie en 1863, puis rénovée en 1975.
- Une salle des fêtes (également rénovée).
- Deux groupes scolaires accueillant une centaine d'élèves.
- Un stade de rugby.

### Galerie de l'église

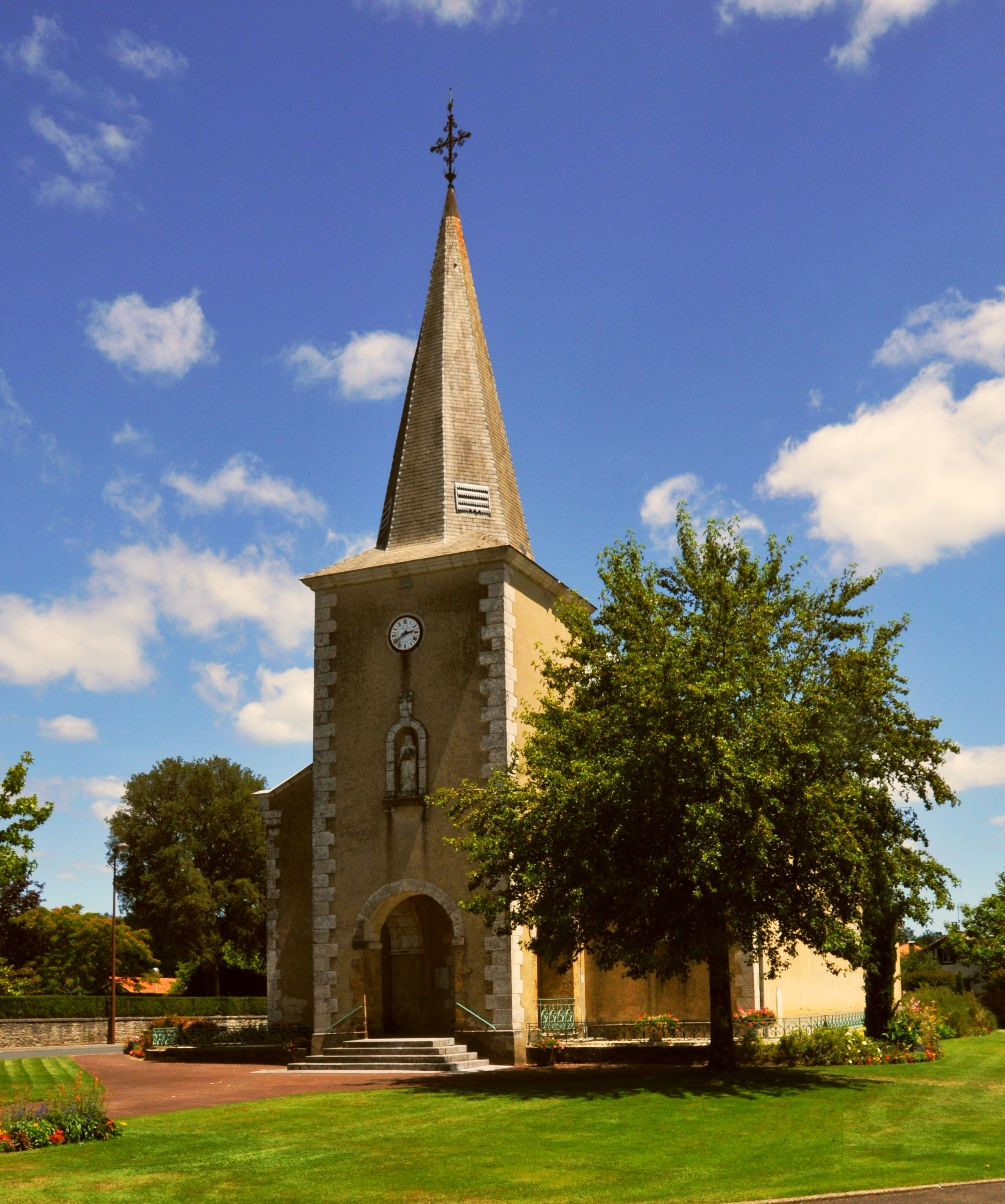
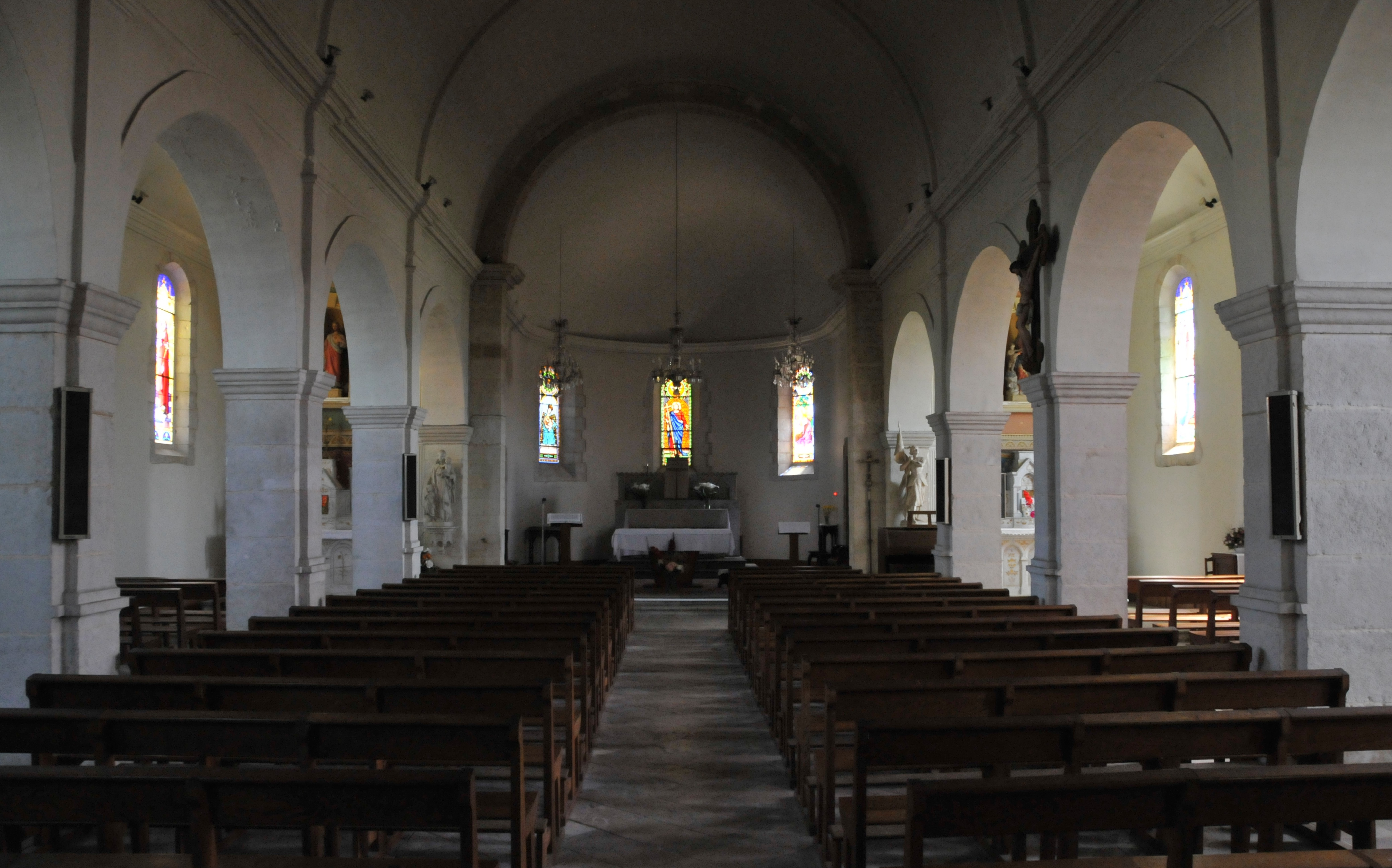
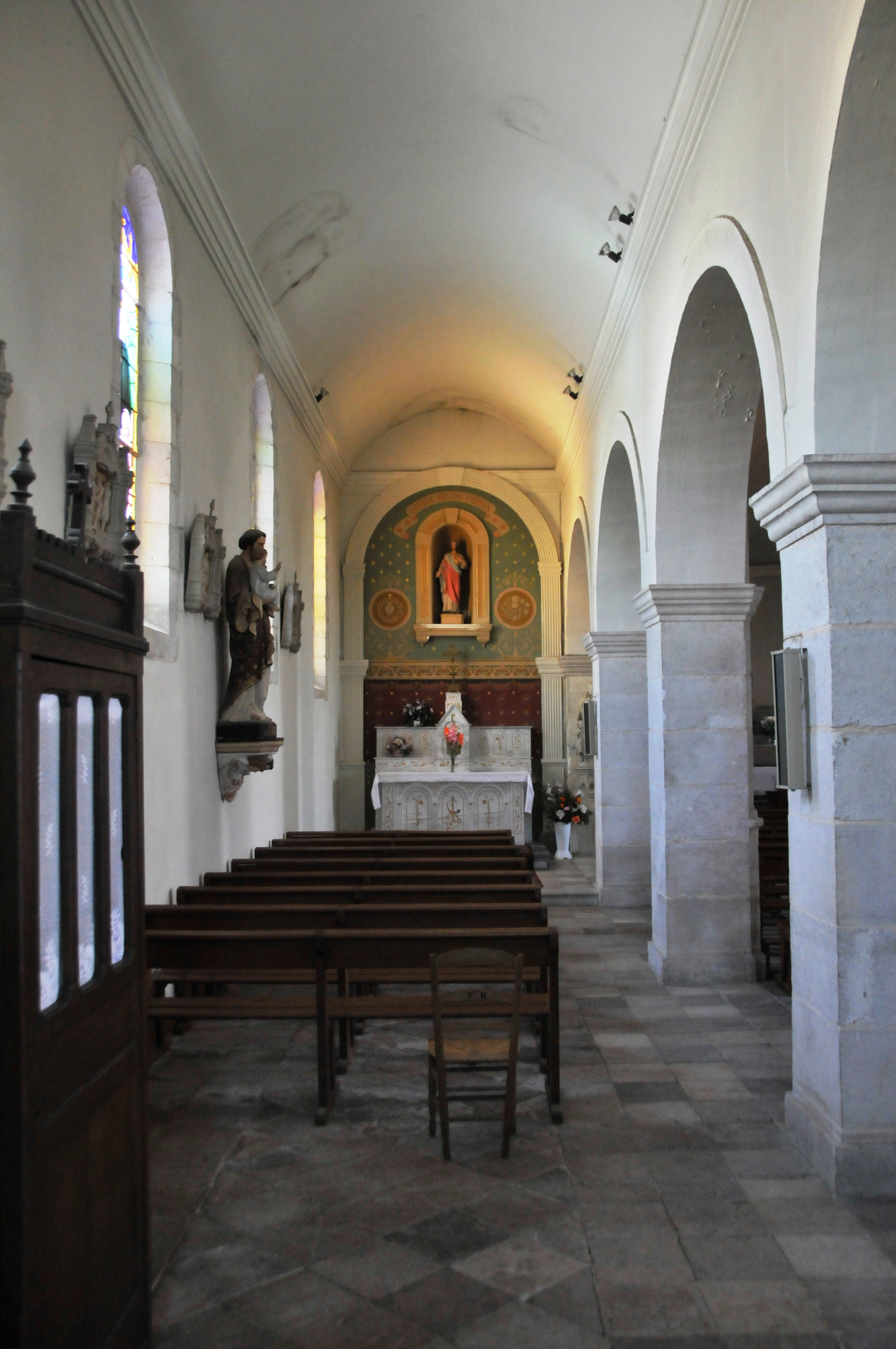
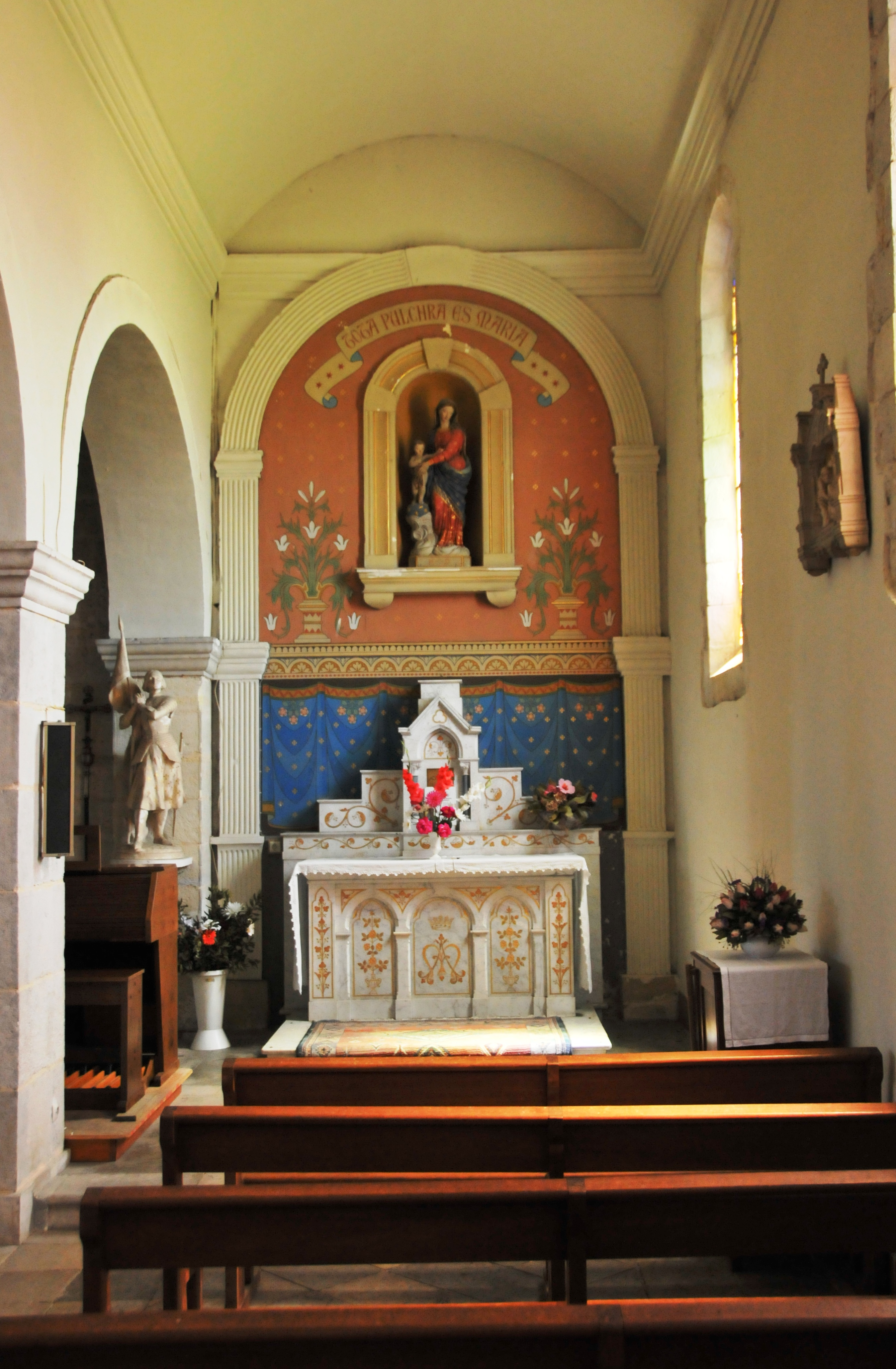
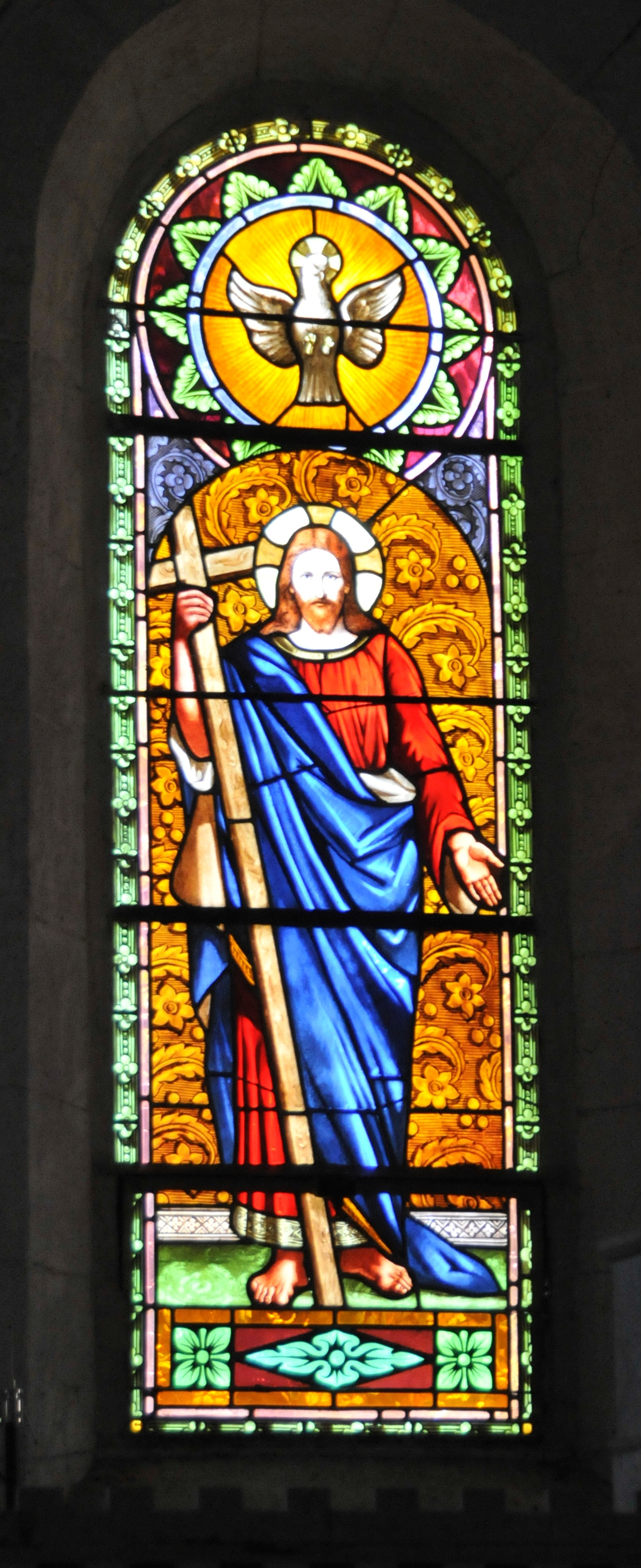
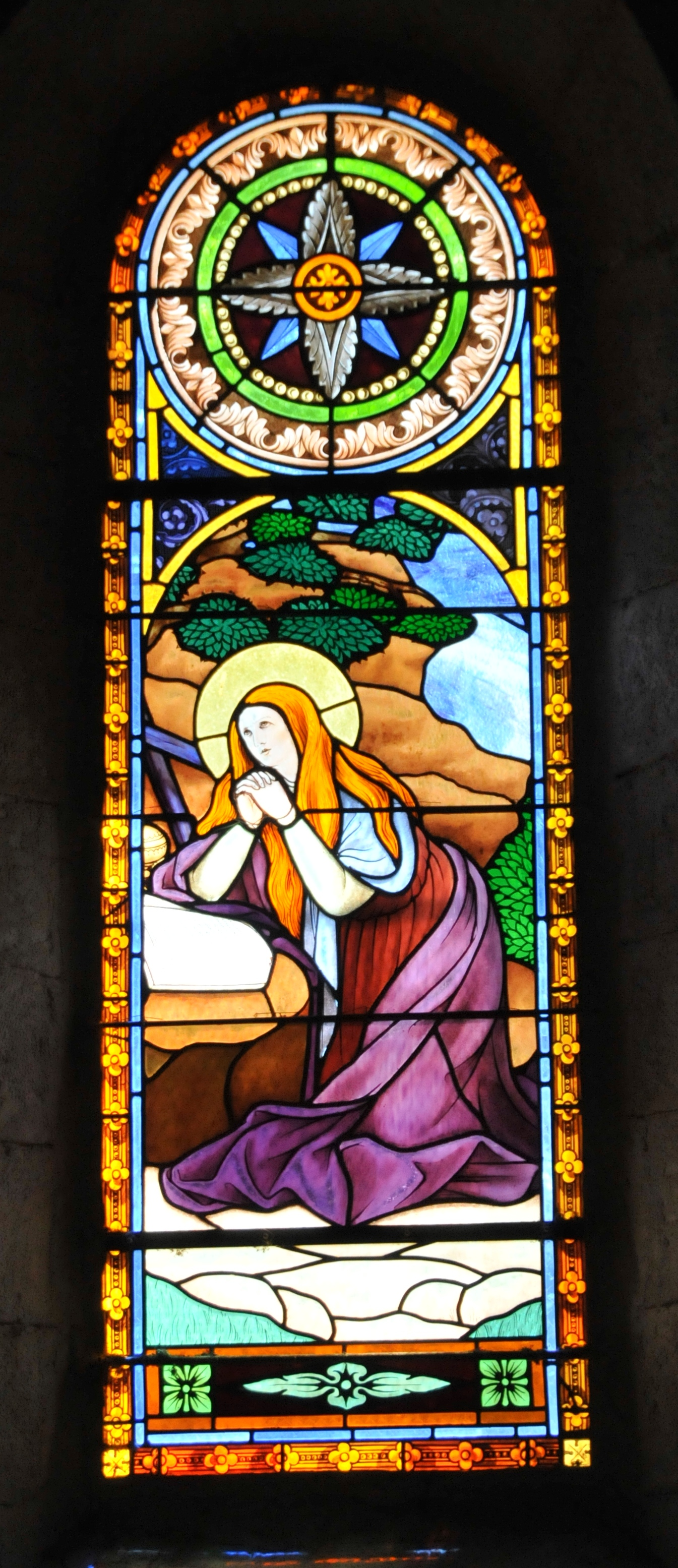
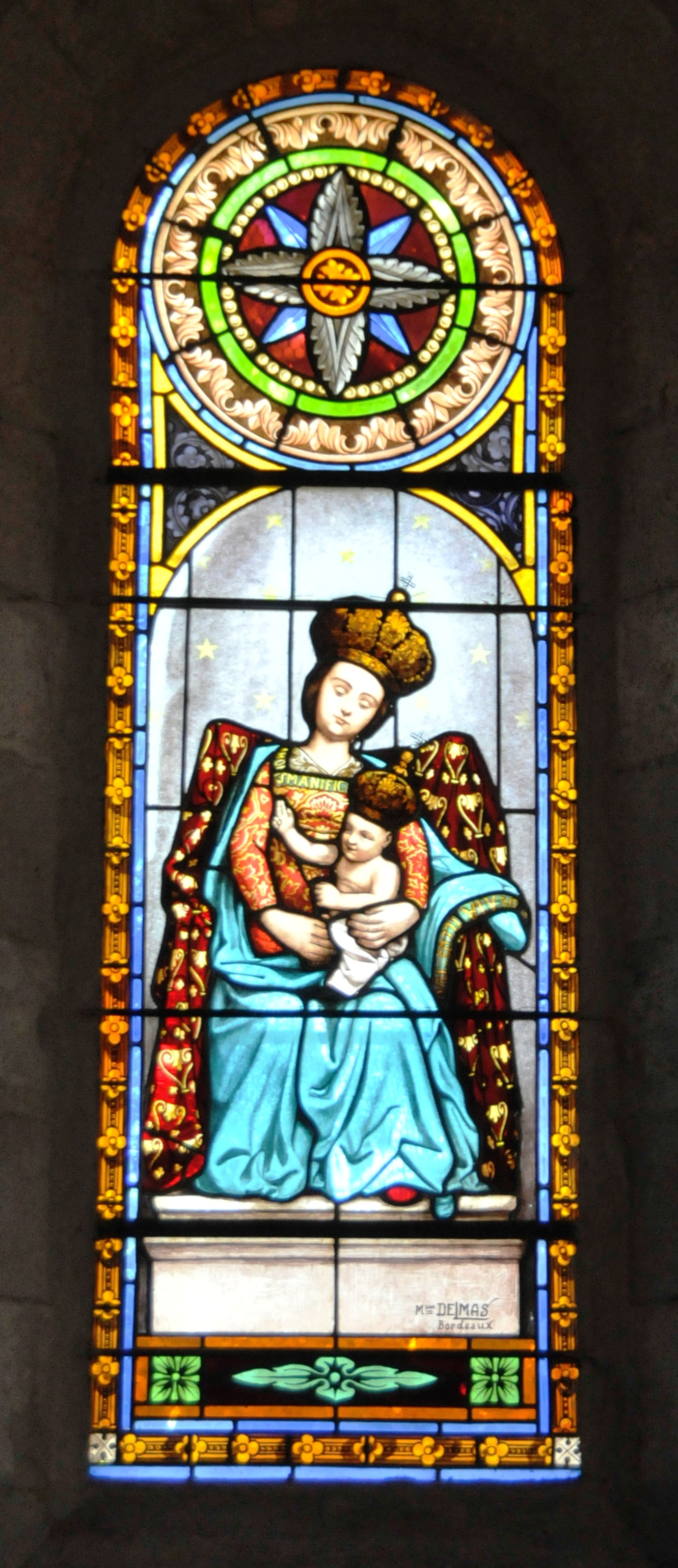

## Vie pratique

### Culture
Voici un poème consacré au village, écrit par l'abbé Jean Lesbats :
HERM
Il fait beau
Posé sur un ruisseau, dans le beau Marensin,
Vrai, le connaissez-vous ? Allez donc dans ce coin ;
Vous trouverez, amis, de quoi manger et boire !
Le bourg est bien tenu ; les gens y sont polis.
Vous serez bien reçus et de plus bien servis.
Le ruisseau est plaisant, vous y ferez bonne pêche
Il y a de beaux fruits, des poires et des pêches ...
Autrefois, les Hermois étaient des charbonniers ;
Mais ils ont disparu, comme les résiniers.
Ce qu'il y a, par contre, au milieu des grands pins,
Des champs d'asperges bleues, que l'on cueille à la main.
L'essaim des écoliers, chaque jour part en ville ;
Mais nul, dans ce pays, ne se fait de la bile.

### Activités sportives
- Union Sportive Hermoise qui a fêté sa 85e année d'existence le 30 août 2008.